# Radu Albot
Radu Albot (Chișinău, 11 de novembre de 1989) és un tennista professional moldau.
En el seu palmarès hi ha un títol individual i un de dobles masculins, i va esdevenir el primer tennista de Moldàvia en guanyar un títol del circuit ATP. Ha format part de l'equip de Copa Davis del seu país durant moltes temporades i té el rècord de més victòries del seu país. Va arribar a ocupar els llocs 39 i 56 dels respectius rànquings de l'ATP.

## Palmarès

### Individual: 1 (1−0)
| Llegenda                          |
| --------------------------------- |
| Grand Slams (0−0)                 |
| ATP Finals (0−0)                  |
| ATP World Tour Masters 1000 (0−0) |
| ATP World Tour 500 (0−0)          |
| ATP World Tour 250 (1−0)          |

| Títols per superfície |
| --------------------- |
| Dura (1−0)            |
| Gespa (0−0)           |
| Terra batuda (0−0)    |

| Resultat  | Núm. | Data                 | Torneig                    | Superfície | Oponent   | Marcador         |
| --------- | ---- | -------------------- | -------------------------- | ---------- | --------- | ---------------- |
| Guanyador | 1.   | 24 de febrer de 2019 | Delray Beach, Estats Units | Dura       | Dan Evans | 3−6, 6−3, 7−6(7) |

### Dobles masculins: 2 (1−1)
| Llegenda                          |
| --------------------------------- |
| Grand Slams (0−0)                 |
| ATP Finals (0−0)                  |
| ATP World Tour Masters 1000 (0−0) |
| ATP World Tour 500 (0−0)          |
| ATP World Tour 250 (1−1)          |

| Títols per superfície |
| --------------------- |
| Dura (0−1)            |
| Gespa (0−0)           |
| Terra batuda (1−0)    |

| Resultat  | Núm. | Data                 | Torneig           | Superfície   | Parella          | Oponents                       | Marcador         |
| --------- | ---- | -------------------- | ----------------- | ------------ | ---------------- | ------------------------------ | ---------------- |
| Guanyador | 1.   | 3 de maig de 2015    | Istanbul, Turquia | Terra batuda | Dušan Lajović    | Robert Lindstedt Jürgen Melzer | 6−4, 7−6(2)      |
| Finalista | 1.   | 25 d'octubre de 2015 | Moscou, Rússia    | Dura (i)     | František Čermák | Andrei Rubliov Dmitry Tursunov | 6−2, 1−6, [6−10] |

## Trajectòria

### Individual
| Open d'Austràlia | A   | A   | A   | Q2  | Q2  | Q1  | Q2  | Q2   | 1R   | 1R    | 2R    | A    | 3R   | 3R |    | 0 / 5    | 5 – 5    |
| Roland Garros | A   | A   | A   | A   | A   | Q1  | Q2  | 1R   | 1R   | 2R    | 2R    | 2R   | 1R   |    | 2R | 0 / 7    | 4 – 7    |
| Wimbledon | A   | A   | A   | Q1  | Q1  | Q1  | Q1  | 2R   | 2R   | 3R    | 1R    | NC   | 1R   | 1R | 1R | 0 / 7    | 4 – 7    |
| US Open | A   | A   | A   | Q2  | Q1  | 1R  | 1R  | 1R   | 3R   | 1R    | 1R    | 1R   | 1R   |    | 1R | 0 / 9    | 2 – 9    |
| Total Victòries–Derrotes                                                                                                   | 1−2 | 0−0 | 0−0 | 2−2 | 5−1 | 7−4 | 2−5 | 4−11 | 9−17 | 12−23 | 31−26 | 7−13 | 6−15 |    |    | 88 – 119 | 88 – 119 |
| Rànquing a final d'any | 726 | 503 | 281 | 225 | 169 | 168 | 121 | 97   | 87   | 98    | 46    | 93   | 125  |    |    |          |          |
| Llegenda: G: Guanyador; F: Finalista; SF: Semifinalista; QF: Quarts de final; Q: Qualificació; A: Absent; RR: Round Robin; |     |     |     |     |     |     |     |      |      |       |       |      |      |    |    |          |          |

### Dobles masculins
| Open d'Austràlia | A    | 1R  | A   | 3R    | 3R    | A   | 2R | A  | 0 / 4   | 5 – 3   |
| Roland Garros | QF   | A   | 1R  | A     | 1R    | 1R  | A  | A  | 0 / 4   | 3 – 4   |
| Wimbledon | 1R   | A   | A   | 1R    | 1R    | NC  | 1R | 3R | 0 / 5   | 2 – 5   |
| US Open | 1R   | A   | A   | SF    | 2R    | A   | A  |    | 0 / 3   | 5 – 3   |
| Total Victòries–Derrotes                                                                                                   | 10−6 | 0−3 | 2−4 | 11−13 | 13−22 | 3−6 |    |    | 44 – 62 | 44 – 62 |
| Rànquing a final d'any | 75   | 648 | 211 | 66    | 101   | 125 |    |    |         |         |
| Llegenda: G: Guanyador; F: Finalista; SF: Semifinalista; QF: Quarts de final; Q: Qualificació; A: Absent; RR: Round Robin; |      |     |     |       |       |     |    |    |         |         |